# Ranchy
Ranchy é uma comuna francesa na região administrativa da Normandia, no departamento Calvados. Estende-se por uma área de 5,22 km². Em 2010 a comuna tinha 257 habitantes (densidade: 49,2 hab./km²).